# Charles Foussard
Charles Foussard, né en 1882 à Nouméa et mort en 1974 à Ararat, est un Français océanien connu pour avoir passé la majeure partie de sa vie emprisonné.
Après avoir assassiné un homme âgé et volé ses bottes, il est rattrapé par la police alors qu'il se cache dans le bush australien. Considéré comme inapte à subir son procès, il est incarcéré dans un asile psychiatrique jusqu'à sa mort, 71 ans plus tard, ce qui fait de lui le prisonnier ayant vécu la plus longue peine de prison effective.

## Biographie
Charles Lucas Edmond Kindel Sidi Foussard, également orthographié Foussart ou Fossard, est né à Nouméa, Nouvelle-Calédonie, Empire colonial français vers 1882. Pendant son enfance, il travaille sur des navires. En 1899, alors matelot sur le St Elisabeth, il abandonne le navire durant une escale à Sydney.
Il vagabonde sur la côte sud-est de l'Australie, errant de Sydney à Adélaïde, en passant par Melbourne, subvenant à ses besoins par des travaux occasionnels et de petits larcins.
Le 28 juin 1903, il entre dans la maison de William Thomas Ford, un vieil homme habitant à Skye (en) dans l'État de Victoria, et le tue en tirant plusieurs coups avec un fusil pea-rifle (en). Il lui vole une paire de bottes avant de s'enfuir dans les monts Dandenong.
La police, aidée de traqueurs aborigènes (en), le retrouve malgré son habitude de vie errante. Il porte encore les bottes, et avoue rapidement le meurtre, ainsi que celui d'un colporteur nommé Sultan Allem dans la région de Ballarat. Ses déclarations sont contradictoires, mais lors de la reconstitution, il est capable de décrire les lieux, y compris des changements depuis le meurtre.
Lors de son audience de mise en détention, le médecin du gouvernement J.A. O'Brien déclare Foussard inapte à subir son procès car il est aliéné et sujet aux délires. Il est alors incarcéré « au plaisir de Sa Majesté » dans la prison-hôpital psychiatrique de J Ward (en), à Ararat. Il y reste jusqu'à la fin de ses jours. Il est mort en détention à l'âge de 91 ans.
À sa mort en 1974, il avait passé 70 ans et 303 jours en détention, ce qui fait de lui le prisonnier avec la plus longue incarcération effective. Le deuxième est Francis Clifford Smith avec 70 ans et 31 jours.